# Ricardo Armando Rossow
Ricardo Adolfo Rossow (Buenos Aires, 1956 - ibíd. 1995) fue un botánico argentino. Fue profesor universitario en la Universidad de Morón e investigador del CONICET.

## Biografía
Se graduó de ingeniero agrónomo en la Universidad de Morón. En 1976 se convirtió en profesor asistente en botánica agrícola, y dedicaría el resto de su vida al estudio sistemático de las plantas. Continuó enseñando y desarrollándose al mismo tiempo como investigador taxonómico.
En 1981, publicó revisiones de la familia Misodendraceae y del género Lathyrus, los cuales eran para la "Flora Patagónica", y desde ese punto comenzó a trabajar con Maevia Correa en este proyecto, la creación de monografías para 13 familias.
En 1988, se convirtió en profesor de botánica en la universidad, sino también llevó a cabo muchas funciones administrativas; de haber sido secretario académico de la facultad se convirtió en director del Departamento de Botánica en 1988. 
Desde 1982 también trabajó como investigador del CONICET (Consejo Nacional de Investigaciones en Ciencia y Tecnología) y se centró especialmente en Scrophulariaceae y en leguminosas de Argentina, Bolivia y Paraguay, culminando ese trabajo con el descubrimiento de tres nuevos géneros. También interesado en farmacología, Rossow comenzó a estudiar en el herbario del Museo Botánico de Domínguez (BAF) de la Facultad de Farmacia y Bioquímica, UBA. Comenzó una serie de obras en las plantas de interés farmacéutico, tres de los cuales fueron publicados. 
En 1993 se trasladó a Tucumán para trabajar en la Fundación Miguel Lillo, realizando estudios sistemáticos de Valerianaceae, Violaceae y Calceolaria, los cuales quedaron inacabados a su muerte después de una breve lucha con una enfermedad cruel dos años después. 
- La abreviatura «Rossow» se emplea para indicar a Ricardo Armando Rossow como autoridad en la descripción y clasificación científica de los vegetales.[1]